# Región de Pilsen
La Región de Pilsen (en checo: Plzeňský kraj; en alemán: Pilsner Region, pronunciado /ˈpɪlznɐ ʁeˈɡi̯oːn/) es una unidad administrativa (kraj) de la República Checa. La capital es Pilsen (en checo Plzeň). Se divide en tres distritos, Pilsen Norte, Pilsen Sur y la zona Metropolitana.
Se encuentra en el suroeste de Bohemia. Al noroeste hace frontera con la región de Karlovy Vary, al norte con la región de Ústí, en noreste con la región de Bohemia Central y al sureste con la región de Bohemia Meridional. La frontera más grande comparte con Baviera (Alemania), al suroeste.
La región fue establecida, al igual que las otras regiones autónomas, el 1 de enero de 2000, la competencia de la autogestión obtenieron el 12 de noviembre de 2000.

## Municipios
En la zona se encuentran siete distritos y cinco ciudades departamentales. Tres de los siete distritos se sitúan en Pilsen.

### Distritos (población año 2018)
- Distrito de Domažlice 61,571
- Distrito de Klatovy 86,318
- Distrito de Ciudad de Pilsen 189,747
- Distrito de Pilsen Sur 62,736
- Distrito de Pilsen Norte 78,561
- Distrito de Rokycany 48,602
- Distrito de Tachov 53,281

Aunque se trata de la tercera región más grande de la República Checa, es la novena en cuanto del número de habitantes. Después de la región Meridional, tiene la región de Pilsen la menor densidad de poblamiento en la República Checa.
En cuanto de la economía, se trata de una región bastante desarrollada. Participa en el PIB con aproximadamente el 5,5 % y quizás las actividades económicas de Pilsen, la economía de la región forma una parte importante de la economía del estado.
Hay varias empresas importantes: industriales (ŠKODA Transportation, TS Plzeň), empresas que fabrican bebidas alcohólicas (Bohemia Sekt Starý Plzenec, Stock Plzeň, Pivovar Prazdroj), y las empresas dirigidas a la fabricación de productos de cerámica. Muy importante es también el sector energético (Plzeňská teplárenská, Plzeňská energetika). Hay también empresas agrícolas, comerciales y las dirigidas a servicios.
Desde el 1 de enero de 2003, la región está dividida en 15 municipios (extraoficialmente llamados de Pequeños Distritos- en checo: malé okresy). Algunos de ellos están subdivididos en Municipalidades con Autoridad Local Delegada (entre paréntesis):
- Blovice (Spálené Poříčí)
- Domažlice (Kdyně)
- Horažďovice
- Horšovský Týn (Staňkov)
- Klatovy (Nýrsko, Plánice)
- Kralovice (Manětín, Plasy, Zihle)
- Nepomuk
- Nýřany (Město Touškov, Všeruby, Třemošná)
- Pilsen (Starý Plzenec)
- Přeštice
- Rokycany (Radnice, Zbiroh)
- Stod (Dobřany, Holýšov)
- Stříbro (Bezdružice)
- Sušice (Kašperské Hory)
- Tachov (Bor, Planá u Mariánských Lázní)

## El transporte
A través de la región pasa la importante autopista D5 Praga-Pilsen-Baviera. Otras carreteras claves van a Strakonice, a Karlovy Vary, a Stříbro o a Most.
Pilsen es un punto importante en el que convergen vías de ferrocarril importantes. El ferrocarril más importante es la línea Praga-Beroun-Plzeň-Cheb.
La línea de ferrocarril Plzeň-Domažlice-Furth im Wald llega hasta Baviera. Otra vía importante es la que une Pilsen con Šumava: Plzeň-Klatovy-Železná Ruda. Como la enlace entre la región y la Bohemia del norte se utiliza el ferrocarril Plzeň-Žatec, que funciona ya desde el año 1873. A la Bohemia del sur podemos llegar gracias a la vía Plzeň-České Budějovice.
En Pilsen existe un sistema del transporte integrado en que se combina el transporte de ferrocarril, el transporte de autobús y el transporte público.

## La ciencia y la educación
En la región de Pilsen hay 63 escuelas secundarias, la mayoría se sitúa en Pilsen. Allí también se ubican dos universidades: La Facultad de Medicina de la Universidad Carolina, formada en 1945 gracias al decreto del presidente Beneš, y la Universidad de la Bohemia del oeste. También está el centro de investigación de Škoda.

## La agricultura
Las mejoras condiciones agrícolas están en la Cuenca de Pilsen, donde se cultivan, por ejemplo, cereales. La región de Pilsen es también un productor importante de la corza. Hay las condiciones heterogéneas. En cuanto a la ganadería, las zonas más favorables son las que tienen una mayor amplitud.
En cuanto a la industria, el sector dominante es la maquinaria, el sector alimentario, el sector de la construcción y de la cerámica, la producción y distribución de la energía y la metalurgia. El paro en la región de Pilsen es, en comparación del resto de la República Checa bastante bajo, en torno a un 7 %.

## Los minerales y los monumentos
El mineral que se encuentra mucho en esta zona y tiene bastante importancia es el caolín, que sirve para la producción de porcelana. Una de las canteras, las podemos encontrar cerca de Kaznějov. En el pasado esas zonas servían para la explotación del carbón y del uránio.
Las zonas con la altura más alta son las monatañas de Český les y Šumava. El pico más alto de esta región es Velká Mokrůvka que tiene 1370,2 m. El área natural protegida más importante es Národní park Šumava, aunque hay otras zonas protegidas, no tan importantes y extensas.
Hay muchos monumentos históricos. Los más famosos son los castillos Horšovský Týn, Kozel, Manětín, Zbiroh, Rabí, Radyně, Švihov, Velhartice o Domažlice.
En la región actuó el arquitecto Jan Blažej Santini-Aichel, que creó varios edificios significativos, por ejemplo Klášter Plasy o Kladrubský klášter.

## Ciudades importantes de la región
Pilsen, Klatovy, Tachov, Rokycany, Domažlice, Plasy, Sušice.